# 小圣马丹
小圣马丹（法語：Saint-Martin-Petit，法語發音：[sɛ̃ maʁtɛ̃ pəti]）是法国洛特-加龙省的一个市镇，属于马尔芒德区。

## 地理
小圣马丹（44°33'42"N, 0°5'5"E）面积6.39 平方千米，位于法国新阿基坦大区洛特-加龍省，该省份为法国西南部内陆省份，北起多爾多涅省，西接吉倫特省和朗德省，南至热尔省，东临塔恩-加龙省和洛特省。
与小圣马丹接壤的市镇（或旧市镇、城区）包括：圣米歇尔-德拉皮雅德、拉莫特朗代龙、瑞西、拉居皮、圣巴泽耶。

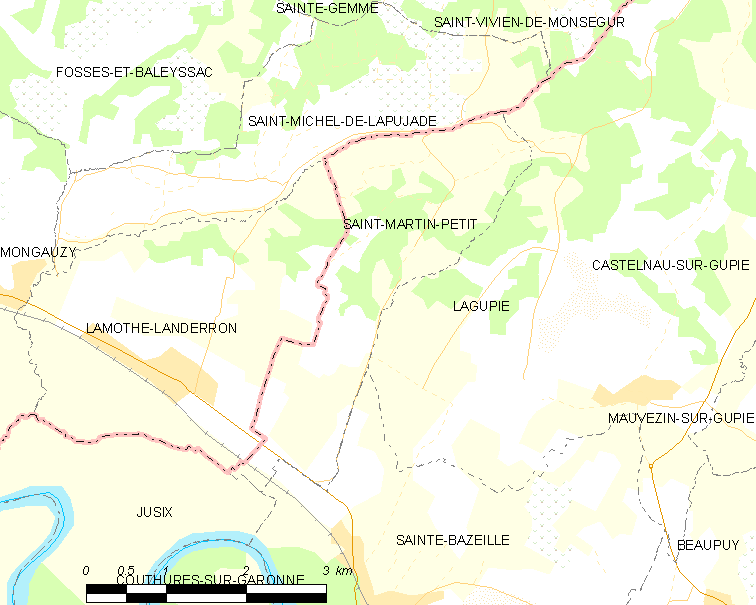
小圣马丹的OSM定位图

小圣马丹的时区为UTC+01:00、UTC+02:00（夏令时）。

## 行政
小圣马丹的邮政编码为47180，INSEE市镇编码为47257。

## 政治
小圣马丹所属的省级选区为吉耶讷山丘县。

## 人口

1962-2008年间小圣马丹人口变化图示

小圣马丹于2022年1月1日时的人口数量为624人。